# Sahalzi
Sahalzi (ukrainisch Загальці; russisch Загальцы Sagalzy, polnisch Zahalce) ist ein Dorf in der ukrainischen Oblast Kiew mit etwa 2000 Einwohnern (2001).

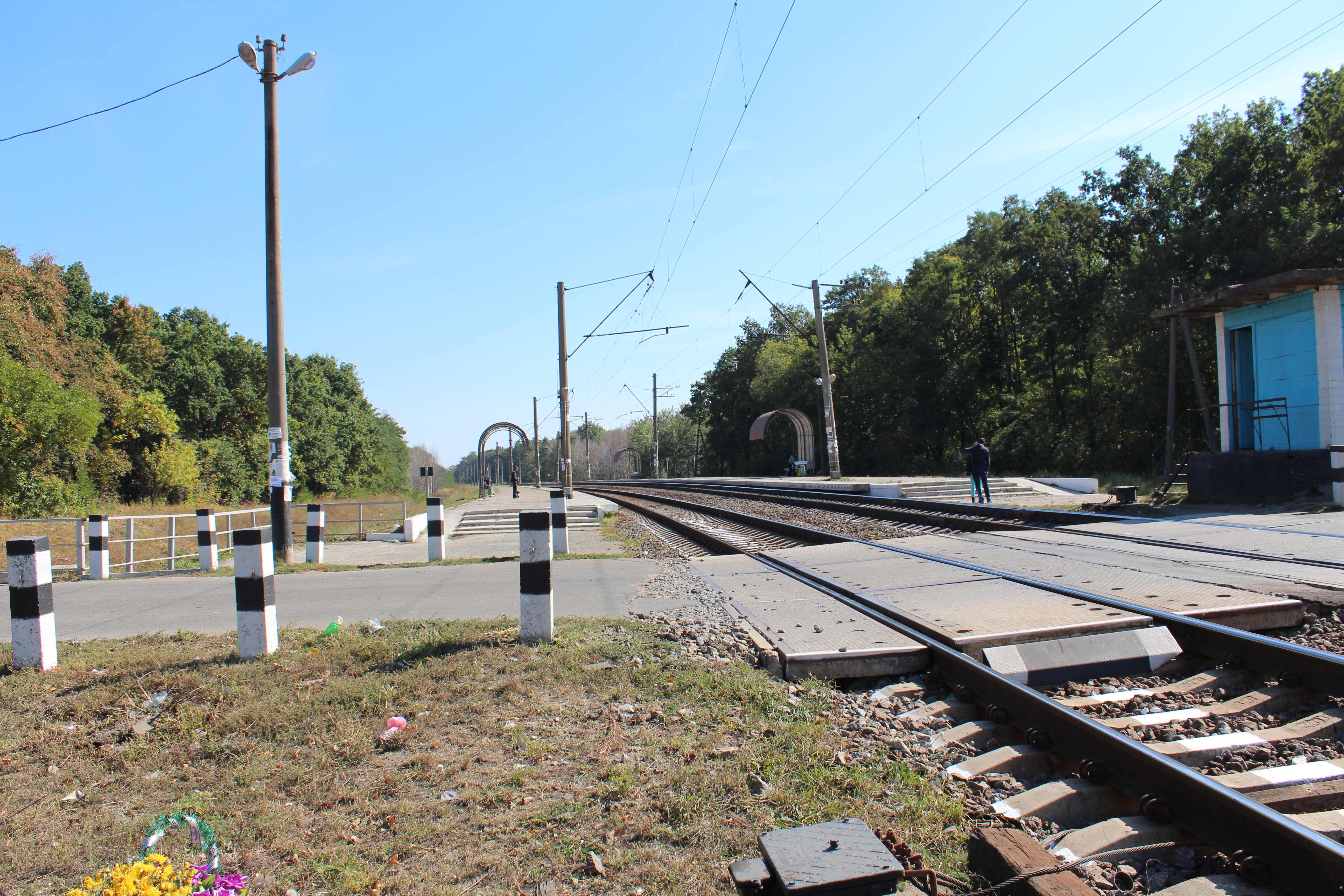
Bahnstation Sahalzi

Das Ende des 16. Jahrhunderts gegründete Dorf liegt an der Quelle des Tal (Таль), einem 51 km langen, rechten Nebenfluss des Teteriw, 9 km westlich vom ehemaligen Rajonzentrum Borodjanka und 64 km nordwestlich der Landeshauptstadt Kiew. Die Ortschaft besitzt eine Bahnstation an der Bahnstrecke Kowel–Kiew. Im Dorf kreuzen sich die Fernstraße M 07 und die Territorialstraße T–10–11.
Am 12. Juni 2020 wurde das Dorf ein Teil der neugegründeten Siedlungsgemeinde Borodjanka, bis dahin bildete es zusammen mit den Dörfern Bondarnja (Бондарня), Haj (Гай), Nowa Buda (Нова Буда) und Potaschnja (Поташня) die gleichnamige Landratsgemeinde Sahalzi (Загальцівська сільська рада/Sahalziwska silska rada) im Westen des Rajons Borodjanka.
Am 17. Juli 2020 kam es im Zuge einer großen Rajonsreform zum Anschluss des Rajonsgebietes an den Rajon Butscha.